# Ateles geoffroyi vellerosus
El mono araña mexicano (Ateles geoffroyi vellerosus), también conocido por su nombre maya "Ma'ax". es una subespecie de mono araña de Geoffroy, y es uno de los tipos más grandes de monos del Nuevo Mundo. Habita en los bosques de México, Guatemala, Belice, El Salvador y Honduras. Es un animal social, que vive en grupos de 20 a 42 miembros. La subespecie se considera en peligro de extinción según la UICN Lista Roja desde 2020, principalmente debido a las amenazas humanas.